# Nikon Df
Nikon Df — цифровий дзеркальний фотоапарат компанії «Нікон», представлений 5 листопада 2013 року, оголошена дата початку продажів — 28 листопада.
Більшість характеристик фотоапарата збігається з D600, але використана матриця від флагмана D4. Він має той самий загальний бал DxOMark 89, що й Nikon D4, Nikon Df (на момент випуску) посів перше місце в тесті за слабкого освітлення з 3279 ISO (Nikon D4 з 2965 ISO), але на практиці різниця була невеликою.

## Нагороди
Nikon Df став лауреатом премії TIPA (Technical Image Press Association) у номінації «найкращий фотоапарат преміумкласу» (Best Premium Camera: Nikon Df, 2014).